# Wittvektor
Wittvektoren sind eine von dem Mathematiker Ernst Witt eingeführte Verallgemeinerung der Konstruktion der (ganzen) p-adischen Zahlen auf beliebige perfekte Restklassenkörper. Neben diesen {\displaystyle p}-typischen Wittvektoren gibt es die großen Wittvektoren, aus denen sich die {\displaystyle p}-typischen Wittvektoren für beliebiges {\displaystyle p} rekonstruieren lassen.

## p-typische Wittvektoren
Sei {\displaystyle p} eine feste Primzahl. Für einen Ring {\displaystyle A} (kommutativ, mit Einselement) bilden die Wittvektoren einen von {\displaystyle p} abhängenden Ring {\displaystyle W_{p}(A)}. Er ist vor allem für Ringe {\displaystyle A} der Charakteristik {\displaystyle p} interessant, die Konstruktion macht es aber erforderlich, auch andere Ringe zuzulassen.

### Motivation
Sei {\displaystyle n>1} eine ganze Zahl. Als Approximation an eine alternative Konstruktion der {\displaystyle p}-adischen Zahlen {\displaystyle \mathbb {Z} _{p}} soll zunächst nur unter Verwendung der Addition und Multiplikation im Körper {\displaystyle \mathbb {F} _{p}=\mathbb {Z} /p\mathbb {Z} } ein zum Restklassenring {\displaystyle \mathbb {Z} /p^{n}\mathbb {Z} } isomorpher Ring, bezeichnet mit {\displaystyle W_{p,n}(\mathbb {F} _{p})}, konstruiert werden.
Der erste, naive Ansatz dazu wäre die Verwendung der Abbildung {\displaystyle \sigma :\mathbb {F} _{p}\to \mathbb {Z} /p^{n}\mathbb {Z} }, die für ganze Zahlen {\displaystyle 0\leq k<p} die Restklasse von {\displaystyle k} in {\displaystyle \mathbb {F} _{p}=\mathbb {Z} /p\mathbb {Z} } auf die Restklasse von {\displaystyle k} in {\displaystyle \mathbb {Z} /p^{n}\mathbb {Z} } abbildet. Die Bijektion
{\displaystyle \mathbb {F} _{p}^{n}\to \mathbb {Z} /p^{n}\mathbb {Z} ,\ \ (x_{0},x_{1},\dots ,x_{n-1})\mapsto \sigma (x_{0})+p\sigma (x_{1})+\dots +p^{n-1}\sigma (x_{n-1})}
entspricht der Darstellung von ganzen Zahlen in {\displaystyle \{0,1,\dots ,p^{n}-1\}} im Stellenwertsystem zur Basis {\displaystyle p}. Die von {\displaystyle \mathbb {Z} /p^{n}\mathbb {Z} } übertragene Addition ist dann im Fall {\displaystyle n=2}:
{\displaystyle (x_{0},x_{1})+(y_{0},y_{1})=(x_{0}+y_{0},x_{1}+y_{1}+c(x_{0},y_{0})),}
wobei {\displaystyle c(x_{0},y_{0})} der Übertrag ist. Diese Konstruktion lässt sich nicht gut auf andere Körper als {\displaystyle \mathbb {F} _{p}} verallgemeinern, auch weil die Definition von {\displaystyle \sigma } von dem aus algebraischer Sicht ungünstigen Vertretersystem {\displaystyle \{0,1,\dots ,p-1\}\subset \mathbb {Z} } Gebrauch macht.
Der korrekte Ansatz basiert auf der folgenden Aussage aus der elementaren Zahlentheorie: Für ganze Zahlen {\displaystyle u,v} gilt:
{\displaystyle u\equiv v\mod p\implies u^{p^{n-1}}\equiv v^{p^{n-1}}\mod p^{n}}
(siehe Kongruenz (Zahlentheorie)). Das bedeutet: Ist {\displaystyle x\in \mathbb {F} _{p}=\mathbb {Z} /p\mathbb {Z} } und {\displaystyle u\in \mathbb {Z} } ein Vertreter von {\displaystyle x}, dann hängt die Restklasse von {\displaystyle u^{p^{n-1}}} in {\displaystyle \mathbb {Z} /p^{n}\mathbb {Z} } nur von {\displaystyle x}, nicht jedoch von der Wahl von {\displaystyle u} ab. Wir schreiben suggestiv {\displaystyle x^{p^{n-1}}} für dieses Element von {\displaystyle \mathbb {Z} /p^{n}\mathbb {Z} }. (Diese Abbildung {\displaystyle \mathbb {F} _{p}\to \mathbb {Z} /p^{n}\mathbb {Z} } ist im Wesentlichen das Teichmüller-Vertretersystem für die {\displaystyle p}-adischen Zahlen {\displaystyle \mathbb {Z} _{p}}.) Allgemeiner hängt auch die Restklasse von {\displaystyle p^{k}u^{p^{n-1-k}}} nicht von {\displaystyle u} selbst ab, wir scheiben {\displaystyle p^{k}x^{p^{n-1-k}}}.
Weil jeweils {\displaystyle \mathbb {F} _{p}\to p^{k}\mathbb {Z} /p^{k+1}\mathbb {Z} }, {\displaystyle x\mapsto p^{k}x^{p^{n-1-k}}} bijektiv ist, erhalten wir durch Aufaddieren eine bijektive Abbildung:
{\displaystyle {\begin{aligned}w_{n-1}{:}\ &\mathbb {F} _{p}^{n}\to \mathbb {Z} /p^{n}\mathbb {Z} ,\\&(x_{0},x_{1},\dots ,x_{n-1})\mapsto x_{0}^{p^{n-1}}+px_{1}^{p^{n-2}}+\dots +p^{k}x_{k}^{p^{n-1-k}}+\dots +p^{n-1}x_{n-1}\end{aligned}}}
Sei {\displaystyle W_{p,n}(\mathbb {F} _{p})} die Menge {\displaystyle \mathbb {F} _{p}^{n}} zusammen mit derjenigen Addition und Multiplikation, die {\displaystyle w_{n-1}} zu einem Isomorphismus machen.
Sei nun speziell {\displaystyle n=2} und damit {\displaystyle w_{1}(x_{0},x_{1})=x_{0}^{p}+px_{1}}. Sollen zwei Vektoren {\displaystyle (x_{0},x_{1})} und {\displaystyle (y_{0},y_{1})} addiert werden, also {\displaystyle (x_{0},x_{1})+(y_{0},y_{1})=(z_{0},z_{1})}, dann erhält man modulo {\displaystyle p} die Gleichung {\displaystyle z_{0}^{p}=x_{0}^{p}+y_{0}^{p}}, also {\displaystyle z_{0}=x_{0}+y_{0}}. Damit ist
{\displaystyle pz_{1}=px_{1}+py_{1}+x_{0}^{p}+y_{0}^{p}-(x_{0}+y_{0})^{p}}
Das Polynom
{\displaystyle X^{p}+Y^{p}-(X+Y)^{p}\in \mathbb {Z} [X,Y]}
hat durch {\displaystyle p} teilbare Koeffizienten, ist also gleich {\displaystyle p\cdot S_{1}'(X,Y)} mit einem Polynom {\displaystyle S_{1}'(X,Y)\in \mathbb {Z} [X,Y]}. Damit ist
{\displaystyle pz_{1}=p(x_{1}+y_{1}+S_{1}'(x_{0},y_{0}))}
also insgesamt
{\displaystyle (x_{0},x_{1})+(y_{0},y_{1})=(x_{0}+y_{0},x_{1}+y_{1}+S_{1}'(x_{0},y_{0}))}
Die Assoziativität der Addition übersetzt sich in eine Gleichung
{\displaystyle S_{1}'(x_{0},y_{0})+S_{1}'(x_{0}+y_{0},z_{0})=S_{1}'(x_{0},y_{0}+z_{0})+S_{1}'(y_{0},z_{0})}
Man überzeugt sich leicht davon, dass diese Gleichung bereits entsprechend in {\displaystyle \mathbb {Z} [X,Y,Z]} gilt. Das bedeutet, dass man für einen beliebigen kommutativen Ring {\displaystyle A} durch die Festlegung
{\displaystyle (x_{0},x_{1})+(y_{0},y_{1})=(x_{0}+y_{0},x_{1}+y_{1}+S_{1}'(x_{0},y_{0}))}
die Struktur einer abelschen Gruppe auf {\displaystyle W_{p,2}(A)=A^{2}} definieren kann. Entsprechendes gilt für
{\displaystyle (x_{0},x_{1})\cdot (y_{0},y_{1})=(x_{0}y_{0},P_{1}(x_{0},x_{1},y_{0},y_{1}))}
mit {\displaystyle P_{1}(X_{0},X_{1},Y_{0},Y_{1})=X_{0}^{p}Y_{1}+X_{1}Y_{0}^{p}+pX_{1}Y_{1}}, so dass {\displaystyle W_{p,2}(A)} zu einem kommutativen Ring mit Einselement {\displaystyle (1,0)} wird.

### Definition
Bezeichne {\displaystyle \mathbb {N} _{0}} die Menge der nichtnegativen ganzen Zahlen. Weiterhin ist {\displaystyle p} eine fest gewählte Primzahl.
Es gibt eindeutig bestimmte Polynome {\displaystyle S_{i},P_{i}\in \mathbb {Z} [X_{0},\dots ,X_{i},Y_{0},\dots ,Y_{i}]} für jedes {\displaystyle i\in \mathbb {N} _{0}} derart, dass für jeden kommutativen Ring mit Einselement {\displaystyle A} gilt: {\displaystyle W_{p}(A)=A^{\mathbb {N} _{0}}} ist ein Ring mit Addition:
{\displaystyle x+y=(S_{0}(x_{0},y_{0}),S_{1}(x_{0},x_{1},y_{0},y_{1}),S_{2}(x_{0},x_{1},x_{2},y_{0},y_{1},y_{2}),\dots )}
und Multiplikation
{\displaystyle x\cdot y=(P_{0}(x_{0},y_{0}),P_{1}(x_{0},x_{1},y_{0},y_{1}),\dots )}
und für jedes {\displaystyle n\in \mathbb {N} _{0}} ist die Abbildung
{\displaystyle W_{p}(A)\to A,\ \ x\mapsto x_{0}^{p^{n}}+px_{1}^{p^{n-1}}+\dots +p^{k}x_{k}^{p^{n-k}}+\dots +p^{n}x_{n}}
ein Ringhomomorphismus. {\displaystyle W_{p}(A)} heißt Ring der {\displaystyle p}-typischen Wittvektoren mit Einträgen aus {\displaystyle A}. Ist nur die Rede von {\displaystyle p}-typischen Wittvektoren, wird nur {\displaystyle W(A)} geschrieben.
Für {\displaystyle n\in \mathbb {N} _{1}} ist {\displaystyle W_{p,n}(A)=A^{n}} mit der entsprechend abgeschnittenen Addition und Multiplikation ebenfalls ein kommutativer Ring mit Einselement, der Ring der {\displaystyle p}-typischen Wittvektoren der Länge {\displaystyle n}.
Das Ringelement
{\displaystyle x^{(n)}=x_{0}^{p^{n}}+px_{1}^{p^{n-1}}+\dots +p^{k}x_{k}^{p^{n-k}}+\dots +p^{n}x_{n}\in A}
wird als {\displaystyle n}-te Geisterkomponente oder Nebenkomponente von {\displaystyle x\in W_{p}(A)} bezeichnet. Mit den Witt-Polynomen
{\displaystyle w_{p,n}(X)=X_{0}^{p^{n}}+pX_{1}^{p^{n-1}}+\dots +p^{n}X_{n}}
kann man {\displaystyle S_{n}} und {\displaystyle P_{n}} rekursiv berechnen:
{\displaystyle {\begin{aligned}S_{n}(X,Y)&={\frac {1}{p^{n}}}\left(w_{p,n}(X)+w_{p,n}(Y)-\sum _{k=0}^{n-1}p^{k}S_{k}^{p^{n-k}}(X,Y)\right)\\P_{n}(X,Y)&={\frac {1}{p^{n}}}\left(w_{p,n}(X)\cdot w_{p,n}(Y)-\sum _{k=0}^{n-1}p^{k}P_{k}^{p^{n-k}}(X,Y)\right)\end{aligned}}}
Beispiele:
{\displaystyle {\begin{aligned}S_{0}(X,Y)&=X_{0}+Y_{0}\\S_{1}(X,Y)&=X_{1}+Y_{1}-\sum _{k=1}^{p-1}{\frac {1}{p}}{\binom {p}{k}}X_{0}^{k}Y_{0}^{p-k}\\P_{0}(X,Y)&=X_{0}Y_{0}\\P_{1}(X,Y)&=X_{0}^{p}Y_{1}+X_{1}Y_{0}^{p}+pX_{1}Y_{1}\end{aligned}}}
Auch die Negation {\displaystyle x\mapsto -x} im Ring {\displaystyle W_{p}(A)} ist durch universelle Polynome gegeben. Für {\displaystyle p\neq 2} ist:
{\displaystyle -(x_{0},x_{1},x_{2},\dots )=(-x_{0},-x_{1},-x_{2},\dots )}
Für {\displaystyle p=2} ist dagegen {\displaystyle -(x_{0},x_{1},x_{2},\dots )=(I_{0}(X),I_{1}(X),I_{2}(X),\dots )} mit
{\displaystyle {\begin{aligned}I_{0}(X)&=-X_{0}\\I_{1}(X)&=-X_{0}^{2}-X_{1}\\I_{2}(X)&=-X_{0}^{4}-X_{0}^{2}X_{1}-X_{1}^{2}-X_{2}\end{aligned}}}
Die Abbildung {\displaystyle \tau \colon A\to W_{p}(A),\ a\mapsto (a,0,0,\dots )} ist multiplikativ und heißt Teichmüller-Vertretersystem (nach Oswald Teichmüller).

### Beweisskizze
Die rekursive Beschreibung liefert {\displaystyle S_{n},P_{n}\in \mathbb {Q} [X,Y]}. Um einerseits die Ganzzahligkeit, andererseits die Ringeigenschaften nachzuweisen, zeigt der klassische Beweisansatz allgemeiner:
Lemma. Ist {\displaystyle \phi \in \mathbb {Z} [X,Y]} ein Polynom (z. B. {\displaystyle \phi (X,Y)=X+Y}), dann gibt es eindeutig bestimmte ganzzahlige Polynome {\displaystyle \phi _{n}\in \mathbb {Z} [X_{0},\dots ,X_{n},Y_{0},\dots ,Y_{n}]} mit
{\displaystyle w_{p,n}(\phi _{0},\dots ,\phi _{n})=\phi (w_{p,n}(X_{0},\dots ,X_{n}),w_{p,n}(Y_{0},\dots ,Y_{n}))}
für alle {\displaystyle n}. Entsprechende Versionen dieser Aussage gelten auch für {\displaystyle X,Y,Z} statt {\displaystyle X,Y} oder auch nur {\displaystyle X}.
Rationale Eindeutigkeit ist klar, der Ganzzahligkeitsbeweis beruht auf den Eigenschaften {\displaystyle w_{p,n}(X)\equiv w_{p,n-1}(X^{p})\mod p} und {\displaystyle f(X^{p})\equiv f(X)^{p}\mod p} sowie der oben erwähnten Implikation
{\displaystyle u\equiv v\mod p\implies u^{p^{n-1}}\equiv v^{p^{n-1}}\mod p^{n}}
Die Ringeigenschaften von {\displaystyle W_{p}(A)} folgen aus der Eindeutigkeitsaussage des Lemmas: Sowohl {\displaystyle x+(y+z)} als auch {\displaystyle (x+y)+z} sind durch Polynome gegeben, die Lösungen der folgenden Gleichung sind:
{\displaystyle w_{p,n}(\phi _{0},\dots ,\phi _{n})=w_{p,n}(X_{0},\dots ,X_{n})+w_{p,n}(Y_{0},\dots ,Y_{n})+w_{p,n}(Z_{0},\dots ,Z_{n})}
Also sind diese Polynome gleich.
Ein anderer Beweisansatz verwendet die Identifikation des Rings der großen Wittvektoren mit dem Ring {\displaystyle \Lambda (A)}, siehe unten.

### Einfache Eigenschaften
- {\displaystyle W_{p,1}(A)} kann mit {\displaystyle A} identifiziert werden, und {\displaystyle w_{p,0}:W_{p}(A)\to A} mit der Projektion {\displaystyle x\mapsto x_{0}}. Alle Projektionen {\displaystyle W_{p}(A)\to W_{p,n}(A)} sind surjektive Ringhomomorphismen, und

{\displaystyle W_{p}(A)=\varprojlim _{n}W_{p,n}(A)}
(siehe Projektiver Limes)
- {\displaystyle W_{p}(\mathbb {F} _{p})=\mathbb {Z} _{p}} und {\displaystyle W_{p,n}(\mathbb {F} _{p})=\mathbb {Z} /p^{n}\mathbb {Z} }
- Wenn {\displaystyle p} in {\displaystyle A} invertierbar ist, dann ist die Abbildung auf die Geisterkomponenten {\displaystyle w_{p}:W_{p}(A)\to A^{\mathbb {N} _{0}}} ein Ringisomorphismus.
- Weitere Beispiele (unter beiden Isomorphismen entspricht {\displaystyle X} dem Vektor {\displaystyle (0,1)}):

{\displaystyle {\begin{aligned}&W_{p,2}(\mathbb {Z} )\cong \mathbb {Z} [X]/(X^{2}-pX)\\&W_{p,2}(\mathbb {Z} /p^{2}\mathbb {Z} )\cong \mathbb {Z} /p^{3}\mathbb {Z} [X]/(X^{2}-pX,pX-p^{2})\end{aligned}}}

### W(k) für perfekte Körperk
Sei {\displaystyle k} ein perfekter Körper der Charakteristik {\displaystyle p}. Dann ist {\displaystyle W_{p}(k)} ein vollständiger diskreter Bewertungsring gemischter Charakteristik (d. h. {\displaystyle {\text{char}}(W_{p}(k))=0}), dessen maximales Ideal von {\displaystyle p} erzeugt wird. Diese Eigenschaft charakterisiert {\displaystyle W_{p}(k)} bis auf Isomorphie.
Wittvektoren spielen eine wichtige Rolle in der Strukturtheorie vollständiger lokaler Ringe (nach I. S. Cohen):
- Satz von Teichmüller-Witt: Ist {\displaystyle (A,{\mathfrak {m}})} ein vollständiger noetherscher lokaler Ring mit Restklassenkörper {\displaystyle k}, dann gibt es genau einen Homomorphismus {\displaystyle W_{p}(k)\to A}, so dass die Verkettung mit der Projektion {\displaystyle A\to k} gleich der Projektion {\displaystyle W_{p}(k)\to k} ist. Es gibt genau einen multiplikativen Schnitt {\displaystyle \tau _{A}\colon k\to A} der Projektion {\displaystyle A\to k}, genannt Teichmüller-Vertretersystem, und die Abbildung {\displaystyle W_{p}(k)\to A} ist:[4]

{\displaystyle x\mapsto \sum _{n=0}^{\infty }p^{n}\cdot \tau _{A}(x_{n}^{1/p^{n}})}
- {\displaystyle A} ist als {\displaystyle W_{p}(k)}-Algebra isomorph zu einem Quotienten von {\displaystyle W_{p}(k)[[T_{1},\dots ,T_{m}]]} mit {\displaystyle m=\dim _{k}({\mathfrak {m}}/({\mathfrak {m}}^{2}+pA))}.
- Ist {\displaystyle p} kein Nullteiler in {\displaystyle A}, dann gibt es Elemente {\displaystyle t_{1},\dots ,t_{d-1}} mit {\displaystyle d=\dim(A)}, so dass der induzierte Homomorphismus {\displaystyle W_{p}(k)[[T_{1},\dots ,T_{d-1}]]\to A} injektiv ist und {\displaystyle A} als {\displaystyle W_{p}(k)[[T_{1},\dots ,T_{d-1}]]}-Modul endlich erzeugt ist.
- Im Spezialfall {\displaystyle d=1} bedeutet das genauer: Ist {\displaystyle (A,{\mathfrak {m}})} ein vollständiger diskreter Bewertungsring der Charakteristik 0 mit Restklassenkörper {\displaystyle k}, dann ist {\displaystyle A} eine endliche Erweiterung von {\displaystyle W_{p}(k)} vom Grad {\displaystyle e}, wenn {\displaystyle e} die normalisierte Bewertung von {\displaystyle p} ist, also {\displaystyle pA={\mathfrak {m}}^{e}} gilt.

Für nicht perfekte Körper übernehmen Cohen-Ringe die Rolle von {\displaystyle W_{p}(k)}.

### Frobenius und Verschiebung

#### In Charakteristikp
Sei {\displaystyle A} ein Ring der Charakteristik {\displaystyle p}. Die Verschiebung ist die Abbildung
{\displaystyle {\begin{aligned}V{:}\ &W_{p}(A)\to W_{p}(A),\\&(x_{0},x_{1},x_{2},\dots )\mapsto (0,x_{0},x_{1},x_{2},\dots )\end{aligned}}}
Sie ist ein Homomorphismus der additiven Gruppen. Durch Abschneiden erhält man induzierte Homomorphismen
{\displaystyle {\begin{aligned}&W_{p,n}(A)\to W_{p,n+1}(A),\\&(x_{0},x_{1},\dots ,x_{n-1})\mapsto (0,x_{0},x_{1},\dots ,x_{n-1})\end{aligned}}}
Der Frobeniushomomorphismus (in Anlehnung an den Frobeniushomomorphismus von Körpern der Charakteristik {\displaystyle p}) ist die Abbildung
{\displaystyle {\begin{aligned}F{:}\ &W_{p}(A)\to W_{p}(A),\\&(x_{0},x_{1},x_{2},\dots )\mapsto (x_{0}^{p},x_{1}^{p},x_{2}^{p},\dots )\end{aligned}}}
Sie ist ein Ringhomomorphismus, der sich zu Ringhomomorphismen {\displaystyle W_{p,n}(A)\to W_{p,n}(A)} einschränkt. Sei {\displaystyle [p]} die Multiplikation mit {\displaystyle p} auf {\displaystyle W_{p}(A)}. Dann ist
{\displaystyle F\circ V=V\circ F=[p]}
somit
{\displaystyle [p](x_{0},x_{1},x_{2},\dots )=(0,x_{0}^{p},x_{1}^{p},\dots )}
insbesondere
{\displaystyle p\cdot 1_{W_{p}(A)}=(0,1,0,0,0,\dots )}
Außerdem ist
{\displaystyle V(a\cdot F(b))=V(a)\cdot b}
Frobenius und Verschiebung sind Spezialfälle einer allgemeineren Konstruktion, siehe Frobeniushomomorphismus#Verschiebung.
Sei {\displaystyle K} der Quotientenkörper von {\displaystyle W_{p}(\mathbb {F} _{q})}. Dann ist {\displaystyle F} der (arithmetische) Frobeniusautomorphismus für die Körpererweiterung {\displaystyle K/\mathbb {Q} _{p}}.

#### Dieudonné-Ring
Sei {\displaystyle k} ein perfekter Körper der Charakteristik {\displaystyle p}. Schreibt man {\displaystyle W=W_{p}(k)} und {\displaystyle W^{\sigma }} für den {\displaystyle W}-Modul {\displaystyle W}, bei dem die Modulstruktur durch {\displaystyle F} gegeben ist, dann erhält man Modulhomomorphismen
{\displaystyle F\colon W\to W^{\sigma },\ \ V\colon W^{\sigma }\to W}
in Analogie zu Frobenius und Verschiebung für algebraische Gruppen in Charakteristik {\displaystyle p}. Ist allgemeiner {\displaystyle M} ein {\displaystyle W}-Modul zusammen mit zwei Modulhomomorphismen {\displaystyle F\colon M\to M^{\sigma }} und {\displaystyle V\colon M^{\sigma }\to M}, kann man diese Struktur zusammenfassen als Modul für den Dieudonné-Ring {\displaystyle D_{k}} (nach Jean Dieudonné), den nichtkommutativen Ring, der von {\displaystyle W_{p}(k)} und zwei Symbolen {\displaystyle \mathbf {F} ,\mathbf {V} } erzeugt wird, mit den Relationen
{\displaystyle {\begin{aligned}&\mathbf {V} \cdot \mathbf {F} =\mathbf {F} \cdot \mathbf {V} =p\\&\mathbf {V} \cdot F(a)=a\cdot \mathbf {V} \\&\mathbf {F} \cdot a=F(a)\cdot \mathbf {F} \end{aligned}}}
Die klassische Dieudonné-Theorie ist eine Äquivalenz von Kategorien zwischen kommutativen unipotenten algebraischen Gruppen und bestimmten {\displaystyle D_{k}}-Moduln. Siehe auch unten.

#### Allgemein
Für beliebige Ringe {\displaystyle A} muss die Definition des Frobeniushomomorphismus modifiziert werden: er ist durch die Gleichung {\displaystyle w_{p,n+1}=w_{p,n}\circ F} charakterisiert. Insbesondere ist die 0-te Komponente {\displaystyle F_{0}(x)=x_{0}^{p}+px_{1}}. Der Frobeniushomomorphismus ist auch im allgemeinen Fall ein Ringhomomorphismus. Es gilt
{\displaystyle Fx\equiv x^{p}\mod pW(A)}
Durch Abschneiden erhält man Ringhomomorphismen
{\displaystyle W_{p,n}(A)\to W_{p,n-1}(A)}
(also nicht mehr mit Ziel {\displaystyle W_{p,n}(A)} wie im Fall der Charakteristik {\displaystyle p}). Allgemein gilt immer noch
{\displaystyle FV=[p]}
und
{\displaystyle V(a\cdot F(b))=V(a)\cdot b}

#### Frobeniuslifts und Komonadenstruktur
Sei {\displaystyle A} ein {\displaystyle p}-torsionsfreier Ring. Ein Frobeniuslift ist ein Ringhomomorphismus {\displaystyle \sigma \colon A\to A} mit {\displaystyle \sigma (a)\equiv a^{p}\mod pA}. Für einen Frobeniuslift existiert nach Dieudonné-Cartier eine eindeutig bestimmte Fortsetzung {\displaystyle s\colon A\to W_{p}(A)}, für die {\displaystyle w_{p,n}\circ s=\sigma ^{n}} für alle {\displaystyle n} gilt. Sie erfüllt {\displaystyle F\circ s=s\circ \sigma }. Da {\displaystyle W_{p}(A)} selbst über den Frobeniuslift {\displaystyle F} verfügt, erhält man zunächst für {\displaystyle p}-torsionsfreie Ringe und durch universelle Formeln für beliebige Ringe eine natürliche Transformation {\displaystyle \mu \colon W_{p}\to W_{p}\circ W_{p}}, die durch {\displaystyle w_{p,n}\circ \mu =F^{n}} charakterisiert ist. Sie wird auch Artin-Hasse-Exponentialfunktion genannt, siehe auch unten, und definiert eine Komonade {\displaystyle (W_{p},\mu ,w_{0})}.
Die Restriktion auf {\displaystyle p}-torsionsfreie Ringe lässt sich dadurch beseitigen, dass man zu {\displaystyle p}-Derivationen übergeht: Für einen Ring {\displaystyle A} ist eine {\displaystyle p}-Derivation eine Abbildung {\displaystyle \delta \colon A\to A}, für die die Abbildung
{\displaystyle s_{2,\delta }\colon A\to W_{p,2}(A),\ a\mapsto (a,\delta (a))}
ein Ringhomomorphismus ist. Konkret bedeutet das, dass {\displaystyle \delta } die folgenden Gleichungen erfüllt:
{\displaystyle {\begin{aligned}&\delta (1)=0\\&\delta (a+b)=S_{1}(a,\delta (a),b,\delta (b))=\delta (a)+\delta (b)+\sum _{k=1}^{p-1}{\frac {1}{p}}{\binom {p}{k}}a^{k}b^{p-k}\\&\delta (ab)=P_{1}(a,\delta (a),b,\delta (b))=a^{p}\delta (b)+\delta (a)b^{p}+p\cdot \delta (a)\delta (b)\end{aligned}}}
Eine {\displaystyle p}-Derivation {\displaystyle \delta } definiert durch {\displaystyle w_{p,1}\circ s_{2,\delta }\colon a\mapsto a^{p}+p\cdot \delta (a)} einen Frobeniuslift auf {\displaystyle A}. Ist {\displaystyle A} torsionsfrei, erhält man umgekehrt aus einem Frobeniuslift {\displaystyle \sigma } eine {\displaystyle p}-Derivation
{\displaystyle \delta \colon A\to A,\ \delta (a)={\frac {\sigma (a)-a^{p}}{p}}}
Ein Ring zusammen mit einer {\displaystyle p}-Derivation wird als δ-Ring bezeichnet.
Die Situation ist insofern analog zu gewöhnlichen Derivationen {\displaystyle d\colon A\to A}, als diese sich dadurch charakterisieren lassen, dass {\displaystyle A\to A[T]/T^{2},\ a\mapsto (a,d(a))} ein Ringhomomorphismus ist.
Die Koalgebren für die oben definierte Komonade können mit den δ-Ringen identifiziert werden. Insbesondere ist {\displaystyle W_{p}} rechtsadjungiert zum Vergissfunktor von der Kategorie der δ-Ringe in die Kategorie der Ringe. Es existiert auch eine duale Beschreibung basierend auf der „Plethorie“ {\displaystyle \Lambda _{p}}, die {\displaystyle W_{p}} als Endofunktor der Kategorie der Ringe darstellt.

### Weitere Eigenschaften in Charakteristikp
Sei {\displaystyle A} ein Ring mit {\displaystyle pA=0}.
- Wenn {\displaystyle A} ein Integritätsbereich ist, dann auch {\displaystyle W_{p}(A)}, und es gilt {\displaystyle {\text{char}}(W_{p}(A))=0}.
- Die Einheiten von {\displaystyle W_{p}(A)} sind genau die Elemente {\displaystyle x} mit {\displaystyle x_{0}\in A^{*}}.
- Wenn {\displaystyle A} ein Körper ist, dann ist {\displaystyle W_{p}(A)} ein lokaler Ring mit maximalem Ideal {\displaystyle V(W_{p}(A))}. Außerdem ist {\displaystyle W_{p}(A)} genau dann noethersch, wenn {\displaystyle A} perfekt ist.[10]
- Wenn {\displaystyle A\to A,\ a\mapsto a^{p}} surjektiv ist, dann ist {\displaystyle V(W_{p}(A))=pW_{p}(A)} und somit {\displaystyle W_{p}(A)/pW_{p}(A)\cong A}.
- Ist {\displaystyle A} perfekt, d. h. {\displaystyle a\mapsto a^{p}} bijektiv, dann lässt sich ein Wittvektor {\displaystyle x=(x_{0},x_{1},x_{2},\dots )} mit der Teichmüller-Abbildung {\displaystyle \tau \colon A\to W_{p}(A)} als {\displaystyle p}-adisch konvergente Reihe schreiben:

{\displaystyle x=\sum _{n=0}^{\infty }V^{n}\tau (x_{n})=\sum _{n=0}^{\infty }p^{n}\cdot \tau (x_{n}^{1/p^{n}})}
- Ist {\displaystyle A} ein Integritätsbereich, und sind alle Primzahlen {\displaystyle \neq p} in {\displaystyle A} invertierbar (z. B. wenn {\displaystyle A} ein Körper ist), dann kann man die Einheitengruppen {\displaystyle A[[T]]^{*}} und {\displaystyle A((T))^{*}} (formale Potenzreihen bzw. Laurentreihen) sowie {\displaystyle (A[T]/T^{n}A[T])^{*}} durch {\displaystyle W_{p}(A)} beschreiben, siehe unten.

### Weitere Anwendungen
- Artin-Schreier-Witt-Theorie: Ist {\displaystyle K} ein Körper der Charakteristik {\displaystyle p}, können abelsche Erweiterungen vom Exponenten {\displaystyle p^{n}} von {\displaystyle K} mit Hilfe der Wittvektoren {\displaystyle W_{p,n}} klassifiziert werden.
- Ist {\displaystyle X} ein Schema über einem Körper {\displaystyle k} der Charakteristik {\displaystyle p}, dann gibt es nicht immer ein flaches Schema {\displaystyle {\tilde {X}}} über {\displaystyle W_{p}(k)} mit {\displaystyle {\tilde {X}}\times _{{\text{Spec }}W_{p}(k)}{\text{Spec }}k\cong X}. Die Existenz eines Lifts nach {\displaystyle W_{p,2}(k)} spielt eine Rolle im Beweis der Degeneration der Hodge-de-Rham-Spektralsequenz von Pierre Deligne und Luc Illusie.[11]
- Ist {\displaystyle X/k} glatt, existieren Lifts lokal. Stattet man die lokalen Lifts noch mit einer PD-Struktur aus, die bewirkt, dass ein Analogon des Poincaré-Lemmas gilt, erhält man die kristalline Kohomologie. Die kristallinen Kohomologiegruppen sind {\displaystyle W(k)}-Moduln. Tensoriert man mit dem Quotientenkörper, erhält man eine Weil-Kohomologie, welche die l-adische Kohomologie für {\displaystyle l\neq p} ergänzt.
- Ist {\displaystyle X} ein Schema über {\displaystyle \mathbb {F} _{p}}, so ist der topologische Raum {\displaystyle X} mit der Garbe {\displaystyle W_{n}{\mathcal {O}}_{X}} wieder ein Schema {\displaystyle W_{n}(X)}. Der De-Rham-Witt-Komplex {\displaystyle W_{n}\Omega _{X}^{\cdot }} ist ein geeigneter Quotient von {\displaystyle \Omega _{W_{n}{\mathcal {O}}_{X}}^{\cdot }}. Für {\displaystyle X} glatt ist die kristalline Kohomologie {\displaystyle H^{*}(X/W_{n})} isomorph zur Hyperkohomologie von {\displaystyle W_{n}\Omega _{X}^{\cdot }}.[12]
- Es gibt Ansätze, Wittvektoren auf die Analyse des Verschlüsselungsverfahrens NTRUEncrypt anzuwenden.[13]

### Wittvektoren als algebraische Gruppe
Sei {\displaystyle k} ein perfekter Körper der Charakteristik {\displaystyle p}. Die Wittvektoren der Länge {\displaystyle n} bilden eine kommutative algebraische Gruppe {\displaystyle W_{n}} über {\displaystyle k}, die als Varietät isomorph zum affinen Raum {\displaystyle \mathbb {A} _{k}^{n}} ist. {\displaystyle W_{n}} ist eine unipotente Gruppe: Das folgt aus der Filtrierung {\displaystyle V^{k}W_{n}} mit Subquotienten {\displaystyle \cong \mathbb {G} _{a}} oder der Artin-Hasse-Einbettung {\displaystyle W_{n}(A)\to (A[T]/(T^{p^{n}+1}))^{*}}.
In Charakteristik 0 ist jede kommutative unipotente Gruppe isomorph zu {\displaystyle \mathbb {G} _{a}^{d}}. In positiver Charakteristik ist die Theorie wesentlich komplexer: Es gibt nichttriviale Erweiterungen, und außer {\displaystyle \mathbb {G} _{a}} gibt es noch die möglichen Kompositionsfaktoren {\displaystyle {\underline {\mathbb {Z} /p\mathbb {Z} }}} und {\displaystyle \alpha _{p}} (der Kern des Frobeniusmorphismus auf {\displaystyle \mathbb {G} _{a}}, explizit {\displaystyle \alpha _{p}(A)=\{a\in A:a^{p}=0\}}).
Jede kommutative unipotente Gruppe über {\displaystyle k} ist isogen zu einem Produkt von Wittvektorgruppen. Der Hauptsatz der klassischen Dieudonné-Theorie besagt: Der Funktor
{\displaystyle M(G)=\varinjlim _{n}{\text{Hom}}(G,W_{n})}
definiert eine Äquivalenz zwischen der Kategorie der kommutativen unipotenten algebraischen Gruppen über {\displaystyle k} und der Kategorie der endlich erzeugten {\displaystyle D_{k}}-Moduln, auf denen {\displaystyle V} nilpotent wirkt. Mit Hilfe der Cartier-Dualität oder mit Witt-Kovektoren kann man eine analoge Äquivalenz für endliche {\displaystyle p}-Gruppen sowie für p-divisible Gruppen konstruieren.
Für eine abelsche Varietät {\displaystyle X/k} gibt es einen kanonischen Isomorphismus von {\displaystyle D_{k}}-Moduln {\displaystyle M({}_{p}X)\cong H_{\text{DR}}^{1}(X)}. Dabei ist {\displaystyle {}_{p}X} der Kern der Multiplikation mit {\displaystyle p} auf {\displaystyle X} und {\displaystyle H_{\text{DR}}^{1}(X)} die algebraische De-Rham-Kohomologie von {\displaystyle X}. Der Dieudonné-Modul der {\displaystyle p}-divisiblen Gruppe von {\displaystyle X} ist isomorph zur kristallinen Kohomologie {\displaystyle H_{\text{cris}}^{1}(X/W)}.

### Witt-Kovektoren
Wie Wittvektoren eine Verallgemeinerung der {\displaystyle p}-adischen Zahlen {\displaystyle W_{p}(\mathbb {F} _{p})=\mathbb {Z} _{p}=\varprojlim _{n}\mathbb {Z} /p^{n}\mathbb {Z} } sind, so sind Witt-Kovektoren eine Verallgemeinerung der Prüfergruppe {\displaystyle CW(\mathbb {F} _{p})=\mathbb {Q} _{p}/\mathbb {Z} _{p}=\varinjlim _{n}{\tfrac {1}{p^{n}}}\mathbb {Z} /\mathbb {Z} }. Der Funktor {\displaystyle M(G)={\text{Hom}}(G,CW)} erlaubt eine einheitliche Darstellung der Dieudonné-Theorie für endliche kommutative {\displaystyle p}-Gruppen und {\displaystyle p}-divisible Gruppen über einem perfekten Körper.
Für einen Ring {\displaystyle A} sei {\displaystyle CW^{u}(A)} der direkte Limes von
{\displaystyle W_{p,1}(A){\stackrel {V}{\longrightarrow }}W_{p,2}(A){\stackrel {V}{\longrightarrow }}W_{p,3}(A){\stackrel {V}{\longrightarrow }}\dots }
Damit wird {\displaystyle CW^{u}} zu einem Ind-Gruppenschema. In älterer Literatur wird auch das Symbol {\displaystyle \mathop {W} _{\to }} verwendet. {\displaystyle CW^{u}(A)} heißt Gruppe der unipotenten Witt-Kovektoren.
Die Konstruktion der topologischen Gruppe {\displaystyle CW(A)} aller Witt-Kovektoren ist komplizierter: Elemente in {\displaystyle CW^{u}(A)} können mit Folgen {\displaystyle (x_{0},x_{-1},x_{-2},\dots )} identifiziert werden, die ab einem Index null sind. Mit denselben universellen Formeln kann man für Folgen, die ab einem festen Index {\displaystyle r} Werte in einem festen nilpotenten Ideal {\displaystyle {\mathfrak {n}}} haben, eine Addition erklären. Statte diese Gruppen {\displaystyle CW(A,{\mathfrak {n}},r)} mit der Produkttopologie von {\displaystyle A^{r}\times {\mathfrak {n}}^{\mathbb {N} }} mit diskreten Faktoren aus und setze {\displaystyle CW(A)=\varinjlim _{{\mathfrak {n}},r}CW(A,{\mathfrak {n}},r)}. Die unipotenten Kovektoren {\displaystyle CW^{u}(A)} bilden eine dichte Untergruppe von {\displaystyle CW(A)}.
Sei {\displaystyle A} ein perfekter Ring der Charakteristik {\displaystyle p} und {\displaystyle f\colon A\to B} eine {\displaystyle A}-Algebra. Die Abbildung
{\displaystyle W_{p}(A)\times W_{p,n}(B)\to W_{p,n}(B),\ \ (a,b)\mapsto W(f)(F^{1-n}a)\cdot b}
macht {\displaystyle W_{p,n}(B)} zu einem {\displaystyle W_{p}(A)}-Modul (abweichend von der weiter oben definierten Modulstruktur), und mit dem Frobenius und der Verschiebung wird {\displaystyle W_{p,n}(B)} zu einem {\displaystyle D_{A}}-Modul. Die Verschiebung {\displaystyle W_{p,n}(B)\to W_{p,n+1}(B)} ist {\displaystyle D_{A}}-linear, und man erhält eine {\displaystyle D_{A}}-Modulstruktur auf {\displaystyle CW^{u}(B)} und {\displaystyle CW(B)}.

### Verzweigte Wittvektoren
Sei {\displaystyle A} ein vollständiger diskreter Bewertungsring der Charakteristik 0 mit Uniformisierender {\displaystyle \pi }, dessen Restklassenkörper ein endlicher Körper mit {\displaystyle q} Elementen ist. Dann gibt es genau eine funktorielle {\displaystyle A}-Algebra-Struktur auf {\displaystyle W_{\pi }^{A}(B)=B^{\mathbb {N} _{0}}} für {\displaystyle A}-Algebren {\displaystyle B}, so dass
{\displaystyle w_{\pi ,n}:W_{\pi }^{A}(B)\to B,\ \ (x_{0},x_{1},\dots )\mapsto \sum _{k=0}^{n}\pi ^{k}x_{k}^{q^{n-k}}}
für jedes {\displaystyle n\in \mathbb {N} _{0}} ein Homomorphismus von {\displaystyle A}-Algebren ist. Es gibt Frobenius- und Verschiebungsoperatoren {\displaystyle F_{\pi },V_{\pi }}, die durch
{\displaystyle w_{\pi ,n}\circ V_{\pi }=\pi \cdot w_{\pi ,n-1},\ \ w_{\pi ,n}\circ F_{\pi }=w_{\pi ,n+1}}
charakterisiert sind. Für eine endliche Erweiterung {\displaystyle \lambda /\mathbb {F} _{q}} des Restklassenkörpers von {\displaystyle A} ist {\displaystyle W_{\pi }^{A}(\lambda )} eine unverzweigte Erweiterung von {\displaystyle A} vom Grad {\displaystyle [\lambda :\mathbb {F} _{q}]}. Verzweigte Wittvektoren übernehmen die Rolle der gewöhnlichen Wittvektoren bei der Übertragung der Cartier-Theorie auf formale {\displaystyle A}-Moduln.

## Große Wittvektoren

### Definition
Bezeichne {\displaystyle \mathbb {N} _{1}} die Menge der positiven ganzen Zahlen.
Es gibt eindeutig bestimmte Polynome {\displaystyle S_{i},P_{i}\in \mathbb {Z} [X_{1},\dots ,X_{i},Y_{1},\dots ,Y_{i}]} derart, dass für jeden kommutativen Ring mit Einselement {\displaystyle A} gilt: {\displaystyle W(A)=A^{\mathbb {N} _{1}}} ist ein Ring mit Addition
{\displaystyle x+y=(S_{1}(x_{1},y_{1}),S_{2}(x_{1},x_{2},y_{1},y_{2}),S_{3}(x_{1},x_{2},x_{3},y_{1},y_{2},y_{3}),\dots )}
und Multiplikation
{\displaystyle x\cdot y=(P_{1}(x_{1},y_{1}),P_{2}(x_{1},x_{2},y_{1},y_{2}),\dots )}
und für jedes {\displaystyle n\in \mathbb {N} _{1}} ist die Abbildung
{\displaystyle W(A)\to A,\ \ x\mapsto \sum _{d|n}dx_{d}^{n/d}}
ein Ringhomomorphismus. Auch das additiv Inverse {\displaystyle -x} ist durch universelle Polynome gegeben. {\displaystyle W(A)} heißt der Ring der großen oder universellen Wittvektoren mit Einträgen aus {\displaystyle A}.
Ist {\displaystyle S\subseteq \mathbb {N} _{1}} eine Teilmenge, so dass für {\displaystyle n\in S} auch jeder Teiler von {\displaystyle n} in {\displaystyle S} liegt, dann ist {\displaystyle W_{S}(A)=A^{S}} mit der entsprechend abgeschnittenen Addition und Multiplikation von {\displaystyle W(A)} ebenfalls ein kommutativer Ring mit Einselement. Für {\displaystyle S=\{1,\dots ,n\}} erhält man den Ring {\displaystyle W_{[n]}(A)} der großen Wittvektoren der Länge {\displaystyle n}, für {\displaystyle S=\{1,p,p^{2},\dots \}} mit einer Primzahl {\displaystyle p} erhält man bis auf Umindizierung den Ring der {\displaystyle p}-typischen Wittvektoren, siehe unten.
Das Ringelement
{\displaystyle x^{(n)}=\sum _{d|n}dx_{d}^{n/d}}
wird als {\displaystyle n}-te Geisterkomponente oder Nebenkomponente von {\displaystyle x\in W(A)} bezeichnet. Mit den Witt-Polynomen
{\displaystyle w_{n}(X)=\sum _{d|n}dX_{d}^{n/d}}
kann man {\displaystyle S_{n}} und {\displaystyle P_{n}} rekursiv berechnen:
{\displaystyle {\begin{aligned}S_{n}(X,Y)&={\frac {1}{n}}\left(w_{n}(X)+w_{n}(Y)-\sum _{d|n,\ d<n}dS_{d}^{n/d}(X,Y)\right)\\P_{n}(X,Y)&={\frac {1}{n}}\left(w_{n}(X)\cdot w_{n}(Y)-\sum _{d|n,\ d<n}dP_{d}^{n/d}(X,Y)\right)\end{aligned}}}
Die Abbildung {\displaystyle \tau \colon A\to W(A),\ a\mapsto (a,0,0,\dots )} ist multiplikativ und heißt Teichmüller-Vertretersystem.
{\displaystyle W} ist als mengenwertiger Funktor darstellbar durch einen Polynomring in abzählbar unendlich vielen Unbestimmten. In der Praxis verwendet man konkret den Ring der symmetrischen Polynome, und Strukturen von {\displaystyle W} zu übertragen.

### Alternative Definition mit Potenzreihen
Sei {\displaystyle \Lambda (A)=1+T\cdot A[[T]]\subseteq A[[T]]^{*}} die multiplikative Gruppe der formalen Potenzreihen mit konstantem Term 1. Die Abbildung
{\displaystyle {\begin{aligned}&W(A)\to \Lambda (A)\\&x\mapsto \prod _{n\geq 1}(1-x_{n}(-T)^{n})\end{aligned}}}
ist ein Isomorphismus von Gruppen {\displaystyle (W(A),{+})\cong (\Lambda (A),{\cdot })}. Für {\displaystyle x\in W(A)} hat
{\displaystyle -T\cdot {\frac {\partial }{\partial T}}\log \prod _{n\geq 1}(1-x_{n}(-T)^{n})=\sum _{n\geq 1}x^{(n)}(-T)^{n}}
als Koeffizienten die Geisterkomponenten von {\displaystyle x}.
Unter dem Isomorphismus wird das Produkt zweier Wittvektoren {\displaystyle x,y\in W(A)} abgebildet auf:
{\displaystyle \prod _{d,e\geq 1}(1-x_{d}^{m/d}y_{e}^{m/e}(-T)^{m})^{de/m}}
wobei jeweils {\displaystyle m={\text{kgV}}(d,e)}. Schreibe {\displaystyle *} für die der Multiplikation in {\displaystyle W(A)} entsprechende Verknüpfung auf {\displaystyle \Lambda (A)}, so dass {\displaystyle (W(A),{+},{\cdot },0,1)\cong (\Lambda (A),{\cdot },{*},1,1+T)} ein Isomorphismus von Ringen ist. Als Spezialfall der Multiplikationsformel ergibt sich
{\displaystyle (1+x_{1}T)*(1+y_{1}T)=1+x_{1}y_{1}T}

### Frobenius und Verschiebung
Zu jeder natürlichen Zahl {\displaystyle n\in \mathbb {N} _{1}} gibt es Operatoren {\displaystyle F_{n}} und {\displaystyle V_{n}}. Ihre Wirkung auf den Geisterkomponenten ist:
{\displaystyle {\begin{aligned}&w_{m}(V_{n}(x))={\begin{cases}n\cdot w_{m/n}(x)&{\text{falls }}n|m\\0&{\text{sonst}}\end{cases}}\\&w_{m}(F_{n}(x))=w_{mn}(x)\end{aligned}}}
In {\displaystyle \Lambda (A)} ist
{\displaystyle {\begin{aligned}&V_{n}(f(T))=f((-1)^{n+1}T^{n})\\&F_{n}(f)((-1)^{n+1}T^{n})=\prod _{k=1}^{n}f(\zeta ^{k}T)=N_{A[[T]]/A[[T^{n}]]}(f(T))\end{aligned}}}
Dabei ist {\displaystyle \zeta } eine formale primitive {\displaystyle n}-te Einheitswurzel und {\displaystyle N} die Norm. Insbesondere gilt
{\displaystyle F_{n}(1+aT)=1+a^{n}T}
Für {\displaystyle n\in \mathbb {Z} } sei {\displaystyle [n]} die Multiplikation mit {\displaystyle n} auf {\displaystyle W(A)}, also
{\displaystyle {\begin{aligned}&w_{m}([n](x))=n\cdot w_{m}(x)\\{}&[n](f(T))=f(T)^{n}\end{aligned}}}
Ist {\displaystyle A} eine {\displaystyle R}-Algebra (insbesondere {\displaystyle R=\mathbb {Z} }), dann gibt es für jedes {\displaystyle r\in R} einen Operator {\displaystyle \langle r\rangle \colon W(A)\to W(A)}:
{\displaystyle {\begin{aligned}&w_{m}(\langle r\rangle (x))=r^{m}\cdot w_{m}(x)\\&\langle r\rangle (f(T))=f(rT)\end{aligned}}}

Es gilt für {\displaystyle m,n\in \mathbb {N} _{1}}, {\displaystyle r,q\in R}:
{\displaystyle {\begin{aligned}V_{m}V_{n}&=V_{mn}\\F_{m}F_{n}&=F_{mn}\\V_{m}F_{n}&=F_{n}V_{m}{\text{ falls ggT}}(m,n)=1\\F_{n}V_{n}&=[n]\\\langle r\rangle \langle s\rangle &=\langle rs\rangle \\\langle r\rangle V_{n}&=V_{n}\langle r^{n}\rangle \\F_{n}\langle r\rangle &=\langle r^{n}\rangle F_{n}\\\langle r\rangle +\langle q\rangle &=\sum _{n=1}^{\infty }V_{n}\langle s_{n}(r,q)\rangle F_{n}\end{aligned}}}
In der letzten Formel steht {\displaystyle s_{n}(r,q)} für die {\displaystyle n}-te Komponente von {\displaystyle \tau (r)+\tau (q)\in W(R)}.

### Beziehung zu denp-typischen Wittvektoren, Artin-Hasse-Exponentialfunktion
Sei {\displaystyle p} eine Primzahl. Die Abbildung {\displaystyle W(A)\to W_{p}(A)}, {\displaystyle (x_{n})_{n\in \mathbb {N} _{1}}\mapsto (x_{p^{n}})_{n\in \mathbb {N} _{0}}}, ist ein surjektiver Ringhomomorphismus. Die {\displaystyle p}-typischen Wittpolynome {\displaystyle w_{p,n}} sind unter dieser Umindizierung gleich den großen Wittpolynomen {\displaystyle w_{p^{n}}}, dasselbe gilt damit auch für die Geisterkomponenten.
Die Teilmenge {\displaystyle \{x\in W(A):x_{k}\neq 0\Rightarrow k=p^{n}\}} ist kein Unterring von {\displaystyle W(A)}. In bestimmten Fällen kann man jedoch {\displaystyle W_{p}(A)} in {\displaystyle W(A)} einbetten.
Die Artin-Hasse-Exponentialfunktion
{\displaystyle E_{0}(X)=\exp \left(\sum _{m=0}^{\infty }{\frac {X^{p^{m}}}{p^{m}}}\right)=\prod _{p\nmid m}(1-X^{m})^{-\mu (m)/m}}
kann als Element von {\displaystyle \mathbb {Z} _{(p)}[[X]]} aufgefasst werden (d. h. die Koeffizienten haben nicht durch {\displaystyle p} teilbare Nenner, siehe Lokalisierung; {\displaystyle \mu } ist die Möbius-Funktion).
Ist {\displaystyle A} eine {\displaystyle \mathbb {Z} _{(p)}}-Algebra, d. h. sind alle Primzahlen {\displaystyle \neq p} in {\displaystyle A} invertierbar, dann ist für einen Wittvektor {\displaystyle x\in W_{p}(A)} das Element
{\displaystyle E(x)=\prod _{n=0}^{\infty }E_{0}(x_{n}T^{p^{n}})=\exp \left(\sum _{n}w_{p,n}(x){\frac {T^{p^{n}}}{p^{n}}}\right)\in \Lambda (A)}
wohldefiniert. {\displaystyle e=E(1)=E_{0}(T)} ist ein Idempotent in {\displaystyle \Lambda (A)}, und {\displaystyle E:W_{p}(A)\to \Lambda (A)\cong W(A)} induziert einen Ringisomorphismus {\displaystyle W_{p}(A)\to e*\Lambda (A)}. Bezeichne die {\displaystyle e*\Lambda (A)} entsprechende Untergruppe von {\displaystyle W(A)} mit {\displaystyle W_{(p)}(A)}. Dann gilt:
{\displaystyle W_{(p)}(A)=\{x\in W(A):p\nmid n\implies F_{n}x=0\}}
Der Ring {\displaystyle W(A)} zerfällt als direktes Produkt der {\displaystyle {\tfrac {1}{m}}V_{m}W_{(p)}(A)} für {\displaystyle p\nmid m}. Für beliebige Ringe {\displaystyle A} ist {\displaystyle W(A)\cong W^{p}(W_{p}(A))}, wenn {\displaystyle W^{p}(R)} den Quotienten von {\displaystyle W(A)} bezeichnet, den man durch Projektion auf die Komponenten mit nicht durch {\displaystyle p} teilbarem Index erhält.
Frobenius {\displaystyle F_{p}} und Verschiebung {\displaystyle V_{p}} schränken sich zu Operatoren auf {\displaystyle W_{(p)}} ein und stimmen dort mit den auf {\displaystyle W_{p}} erklärten Operatoren {\displaystyle F} bzw. {\displaystyle V} überein.
Für einen Körper {\displaystyle k} der Charakteristik {\displaystyle p} ist {\displaystyle \Lambda (k)} die Einseinheitengruppe von {\displaystyle k((T))}, und so erhält man den Isomorphismus
{\displaystyle k((T))^{*}\cong k^{*}\times \mathbb {Z} \times W_{p}(k)^{I(p)}} mit {\displaystyle I(p)=\{n\in \mathbb {N} :p\nmid n\}}
Für jede {\displaystyle k}-Algebra {\displaystyle A} ist
{\displaystyle W_{[n]}(A)\cong \Lambda _{[n]}(A)=\{1+a_{1}T+\dots +a_{n}T^{n}\in (A[T]/T^{n+1}A[T])^{*}\}}
Das Abschneiden bei {\displaystyle n} reduziert den Faktor {\displaystyle {\tfrac {1}{m}}V_{m}W_{(p)}(A)} auf {\displaystyle {\tfrac {1}{m}}V_{m}W_{p,r_{m}}(A)}, wobei {\displaystyle r_{m}} die kleinste ganze Zahl mit {\displaystyle m\cdot p^{r_{m}}\geq n+1} ist. Man erhält also einen Isomorphismus von algebraischen Gruppen (über {\displaystyle k})
{\displaystyle \Lambda _{[n]}\cong \prod _{m\leq n,\ p\nmid m}W_{p,r_{m}}}
Die Artin-Hasse-Exponentialabbildung hängt auch mit der Komonadenstruktur {\displaystyle \mu \colon W_{p}\to W_{p}\circ W_{p}} zusammen: Für einen perfekten Körper {\displaystyle k} der Charakteristik {\displaystyle p} ist die Verkettung von
{\displaystyle W_{p}(k)\to \Lambda (W_{p}(k)),\ \ x\mapsto \prod _{i=0}^{\infty }E_{0}(\tau (x_{i}^{p^{-i}})\cdot T)^{p^{i}}}
mit der Projektion {\displaystyle \Lambda (W_{p}(k))\cong W(W_{p}(k))\to W_{p}(W_{p}(k))} gleich {\displaystyle \mu }.

### λ-Ringe
Es gibt einen kanonischen Ringhomomorphismus {\displaystyle \mu _{A}\colon W(A)\to W(W(A))}, der {\displaystyle w_{n}\circ \mu =F_{n}} erfüllt. Wenn {\displaystyle A} als abelsche Gruppe torsionsfrei ist, ist {\displaystyle \mu } durch diese Bedingung eindeutig bestimmt, und für andere Ringe ist {\displaystyle \mu } dadurch charakterisiert, dass für eine Surjektion {\displaystyle f\colon A'\to A} mit einem torsionsfreien Ring {\displaystyle A'} die Gleichung {\displaystyle \mu _{A}\circ W(f)=W(W(f))\circ \mu _{A'}} gilt. Zusammen mit {\displaystyle w_{1}\colon W(A)\to A} wird {\displaystyle W} zu einer Komonade. Überträgt man die Koalgebren zu dieser Komonade auf {\displaystyle \Lambda (A)}, erhält man die so genannten λ-Ringe.
Die erste Geisterkomponente {\displaystyle w_{1}\colon W(A)\to A} entspricht in {\displaystyle \Lambda (A)} dem ersten Koeffizienten:
{\displaystyle w_{1}\colon \Lambda (A)\to A,\ 1+a_{1}T+a_{2}T^{2}+\dots \mapsto a_{1}}
Ein Prä-λ-Ring ist ein Ring {\displaystyle A} zusammen mit einem Gruppenhomomorphismus {\displaystyle \lambda \colon A\to \Lambda (A)} mit {\displaystyle w_{1}\circ \lambda ={\text{id}}_{A}}. Diese Bedingung ist die Kompatibilität mit der Koeins der Komonade. Bezeichnet man die Koeffizienten von {\displaystyle \lambda (a)} mit {\displaystyle \lambda ^{n}(a)}, also
{\displaystyle \lambda (a)=\sum _{n=0}^{\infty }\lambda ^{n}(a)T^{n}}
dann ist eine Prä-λ-Struktur äquivalent zur Angabe von Abbildungen {\displaystyle \lambda ^{n}\colon A\to A} für {\displaystyle n\in \mathbb {N} _{0}}, die die folgenden Gleichungen erfüllen:
{\displaystyle {\begin{aligned}&\lambda ^{0}(a)=1\\&\lambda ^{1}(a)=a\\&\lambda ^{n}(a+b)=\sum _{k=0}^{n}\lambda ^{k}(a)\lambda ^{n-k}(b)\end{aligned}}}
Ein λ-Homomorphismus {\displaystyle (A,\lambda _{A})\to (B,\lambda _{B})} ist ein Ringhomomorphismus {\displaystyle f\colon A\to B} mit {\displaystyle \Lambda (f)\circ \lambda _{A}=\lambda _{B}\circ f}, d. h. das folgende Diagramm kommutiert:
{\displaystyle {\begin{matrix}A&\rightarrow &B\\\downarrow &&\downarrow \\\Lambda (A)&\rightarrow &\Lambda (B)\end{matrix}}}
Der Ring {\displaystyle \Lambda (A)} besitzt wie oben ausgeführt für jeden Ring {\displaystyle A} eine kanonische Prä-λ-Struktur. Ein λ-Ring ist ein Prä-λ-Ring, für den {\displaystyle \lambda \colon A\to \Lambda (A)} ein λ-Homomorphismus ist. Das obige Diagramm ist für {\displaystyle B=\Lambda (A)} gerade die Kompatibilität mit der Komultiplikation der Komonade. Übersetzt in die {\displaystyle \lambda ^{n}} sind das zusätzliche Bedingungen der folgenden Form:
{\displaystyle {\begin{aligned}&\lambda ^{n}(1)=0{\text{ falls }}n>1\\&\lambda ^{n}(ab)=P_{n}(\lambda ^{1}(a),\dots ,\lambda ^{n}(a),\lambda ^{1}(b),\dots ,\lambda ^{n}(b))\\&\lambda ^{m}(\lambda ^{n}(a))=Q_{n,m}(\lambda ^{1}(a),\dots ,\lambda ^{mn}(a))\end{aligned}}}
Die (universellen) Polynome {\displaystyle P_{n}} beschreiben die {\displaystyle *}-Multiplikation auf {\displaystyle \Lambda (A)} und besitzen wie die Polynome {\displaystyle Q_{n,m}} eine Beschreibung mit Hilfe von elementarsymmetrischen Polynomen.
Die Koassoziativität der Komonade {\displaystyle \Lambda } besagt, dass {\displaystyle \Lambda (A)} selbst ein λ-Ring ist. Der Funktor {\displaystyle \Lambda } ist rechtsadjungiert zum Vergissfunktor von der Kategorie der λ-Ringe in die Kategorie der Ringe.
Ist {\displaystyle (A,\lambda )} ein λ-Ring, dann ist der Ringhomomorphismus
{\displaystyle A{\stackrel {\lambda }{\longrightarrow }}\Lambda (A)\cong W(A){\stackrel {w_{n}}{\longrightarrow }}A}
die {\displaystyle n}-te Adams-Operation {\displaystyle \psi _{n}} auf {\displaystyle A}. Es gilt {\displaystyle \psi _{n}\circ \psi _{m}=\psi _{mn}}. Für eine Primzahl {\displaystyle p} ist {\displaystyle w_{p}=X_{1}^{p}+pX_{p}}, also {\displaystyle \psi _{p}(a)\equiv a^{p}\mod pA}, d. h. {\displaystyle \psi _{p}} ist ein Frobeniuslift. Ist {\displaystyle A} ein beliebiger Ring, dann ist die Adams-Operation {\displaystyle \psi _{n}} auf dem λ-Ring {\displaystyle \Lambda (A)} der Frobenius {\displaystyle F_{n}}.

### Cartier-Theorie
Die Cartier-Theorie (nach Pierre Cartier) ist eine Äquivalenz von Kategorien zwischen einer geeigneten Kategorie kommutativer formaler Gruppen über einem Ring {\displaystyle k} und einer Unterkategorie der Moduln über dem Cartier-Ring {\displaystyle {\text{Cart}}(k)}.
Sei {\displaystyle {\text{Nil}}(k)} die Kategorie der kommutativen {\displaystyle k}-Algebren ohne Einselement, die nur aus nilpotenten Elementen bestehen. Für die Zwecke der Theorie werden kommutative formale Gruppen mit Funktoren {\displaystyle {\text{Nil}}(k)\to {\text{Ab}}} identifiziert. Ist {\displaystyle F\in k[[X,Y]]} ein formales Gruppengesetz, ordnet der entsprechende Funktor einer Algebra {\displaystyle A} die Menge {\displaystyle A} mit der Gruppenstruktur {\displaystyle (a,b)\mapsto F(a,b)} zu. Die formale Gruppe {\displaystyle A\mapsto (A,{+})} ist die formale affine Gerade {\displaystyle {\widehat {\mathbb {A} }}^{1}}. Die Funktoren können auf natürliche Weise auf die Kategorie der Algebren fortgesetzt werden, die filtrierende projektive Limites von Algebren in {\displaystyle {\text{Nil}}(k)} sind.
Die formale Gruppe der Wittvektoren ist der Funktor {\displaystyle {\widehat {W}}}, der einer Algebra {\displaystyle A} die Untergruppe der Wittvektoren in {\displaystyle W(A)} zuordnet, die nur endlich viele von 0 verschiedene Komponenten haben. Die entsprechende Untergruppe {\displaystyle {\widehat {\Lambda }}(A)\subseteq \Lambda (A)} besteht aus den Elementen, die bezüglich {\displaystyle T} ein Polynom sind. Der Ring {\displaystyle {\text{End}}({\widehat {W}})^{\text{op}}} wird mit {\displaystyle {\text{Cart}}(k)} bezeichnet und Cartier-Ring genannt. Die Operatoren {\displaystyle F_{n},V_{n},\langle r\rangle } schränken sich zu Endomorphismen von {\displaystyle {\widehat {W}}} ein und definieren damit Elemente {\displaystyle V_{n},F_{n},\langle r\rangle \in {\text{Cart}}(k)}. Dabei werden die Bezeichnungen von {\displaystyle F_{n}} und {\displaystyle V_{n}} vertauscht, so dass die obigen Relationen wegen der vertauschten Multiplikationsreihenfolge wieder gelten. Die Abbildung {\displaystyle W(k)\to {\text{Cart}}(k)}, {\displaystyle \textstyle a\mapsto \sum _{n\geq 1}V_{n}\langle a_{n}\rangle F_{n}} ist ein injektiver Ringhomomorphismus.
Sei {\displaystyle G} eine formale Gruppe. Die folgenden Gruppen sind natürlich isomorph:
- {\displaystyle G(X\ k[[X]])=\varprojlim _{n}G(X\ k[X]/X^{n}\ k[X])}
- die Gruppe der Morphismen {\displaystyle {\widehat {\mathbb {A} }}^{1}\to G} (nicht Gruppenhomomorphismen, d. h. natürliche Transformationen nur als mengenwertige Funktoren). Die Gruppenstruktur wird von der Gruppenstruktur auf {\displaystyle G} induziert.
- die Gruppe der Homomorphismen {\displaystyle {\widehat {W}}\to G}

Ihre Elemente werden Kurven in {\displaystyle G} genannt, die Gruppe mit {\displaystyle C(G)} bezeichnet. Aus der letzten Beschreibung ergibt sich eine kanonische {\displaystyle {\text{Cart}}(k)}-Linksmodulstruktur auf {\displaystyle C(G)}.
Die Potenzreihengruppe {\displaystyle \Lambda (k)} kann mit {\displaystyle C({\widehat {\mathbb {G} }}_{m})} identifiziert werden. Die Witt-Polynome entsprechen dem Gruppenhomomorphismus {\displaystyle C({\widehat {\mathbb {G} }}_{m})\to C({\widehat {\mathbb {G} }}_{a})}, der von der logarithmischen Ableitung auf {\displaystyle X\ k[[X]]} induziert wird.
In {\displaystyle C(G)=G(X\ k[[X]])} wird die Operation von {\displaystyle V_{n}\in {\text{Cart}}(k)} von {\displaystyle X\mapsto X^{n}} induziert, die Operation von {\displaystyle \langle r\rangle } von {\displaystyle X\mapsto rX}. Für {\displaystyle F_{n}} betrachte wieder eine formale {\displaystyle n}-te Einheitswurzel {\displaystyle \zeta } und bilde in {\displaystyle G} die Summe der Kurven, die man durch {\displaystyle X\mapsto \zeta ^{i}X^{1/n}} für {\displaystyle i=0,1,\dots ,n-1} erhält. Für {\displaystyle G={\widehat {\mathbb {G} }}_{m}} ist eine Kurve durch das Bild {\displaystyle f\in X\ k[[X]]} der Koordinate bestimmt. Identifiziert man {\displaystyle 1+f} mit dem entsprechenden Element in {\displaystyle \Lambda (k)}, stimmen die Wirkungen von {\displaystyle F_{n},V_{n},\langle r\rangle } mit den oben definierten überein (ohne Vertauschung von {\displaystyle F_{n}} und {\displaystyle V_{n}}).
Sowohl {\displaystyle {\text{Cart}}(k)} als auch {\displaystyle C(G)} tragen natürliche Topologien. Der Hauptsatz der Cartier-Theorie besagt, dass {\displaystyle C} eine Äquivalenz zwischen einer Kategorie formaler Gruppen über {\displaystyle k} und einer Kategorie topologischer {\displaystyle {\text{Cart}}(k)}-Moduln induziert. Der inverse Funktor ordnet einem {\displaystyle {\text{Cart}}(k)}-Modul {\displaystyle M} ein geeignet konstruiertes Tensorprodukt {\displaystyle {\widehat {W}}\otimes _{{\text{Cart}}(k)}M} zu.
Sei {\displaystyle p} eine Primzahl und {\displaystyle k} eine {\displaystyle \mathbb {Z} _{(p)}}-Algebra, d. h. jede Primzahl {\displaystyle \neq p} ist in {\displaystyle k} invertierbar. Dann ist {\displaystyle \textstyle \epsilon _{p}=\sum _{p\nmid n}{\frac {\mu (n)}{n}}V_{n}F_{n}} ein Idempotent in {\displaystyle {\text{Cart}}(k)}, setze {\displaystyle {\text{Cart}}_{p}(k)=\epsilon _{p}{\text{Cart}}(k)\epsilon _{p}}. Für einen {\displaystyle {\text{Cart}}(k)}-Modul {\displaystyle M} ist {\displaystyle \epsilon _{p}M\subseteq M} die Untergruppe der Elemente {\displaystyle m\in M} mit {\displaystyle F_{n}m=0} für alle {\displaystyle p\nmid n}. Solche Elemente heißen {\displaystyle p}-typisch.
Für eine formale Gruppe {\displaystyle G} sei {\displaystyle C_{p}(G)=\epsilon _{p}C(G)\cong {\text{Hom}}({\widehat {W}}_{p},G)} die Gruppe der {\displaystyle p}-typischen Kurven (dabei {\displaystyle {\widehat {W}}_{p}} die formale Gruppe zu den {\displaystyle p}-typischen Wittvektoren {\displaystyle W_{p}}, analog zu {\displaystyle {\widehat {W}}}). Dann induziert {\displaystyle C_{p}} eine Äquivalenz zwischen der Kategorie formaler Gruppen über {\displaystyle k} wie oben und einer Kategorie topologischer {\displaystyle {\text{Cart}}_{p}(k)}-Moduln. Der inverse Funktor ist wie vorher ein Tensorprodukt {\displaystyle {\widehat {W}}_{p}\otimes _{{\text{Cart}}_{p}(k)}M}.
Für einen perfekten Körper {\displaystyle k} der Charakteristik {\displaystyle p} kann der Dieudonné-Ring {\displaystyle D_{k}} mit einem dichten Unterring in {\displaystyle {\text{Cart}}_{p}(k)} identifiziert werden. Unter geeigneten Voraussetzungen ist der Dieudonné-Modul dual zum Modul der {\displaystyle p}-typischen Kurven, {\displaystyle {\text{Hom}}_{W_{p}(k)}(M(G),W_{p}(k))\cong C_{p}(G)}.

## Verallgemeinerungen
- Colette Schoeller hat Teile der {\displaystyle p}-typischen Theorie, nämlich die Konstruktion des Cohen-Rings und der Klassifikation der unipotenten Gruppen, auf nicht perfekte Körper ausgedehnt.[35]
- Andreas Dress und Christian Siebeneicher haben die Konstruktion eines Rings {\displaystyle W_{G}(A)} aus einer proendlichen Gruppe {\displaystyle G} und einem Ring {\displaystyle A} angegeben, so dass {\displaystyle W_{G}(\mathbb {Z} )} isomorph zum komplettierten Burnside-Ring von {\displaystyle G} ist. Für {\displaystyle G=\mathbb {Z} _{p}} ergibt sich {\displaystyle W_{p}(A)}, für {\displaystyle G={\widehat {\mathbb {Z} }}} ergibt sich {\displaystyle W(A)}.[36]

### Lehrbücher und Übersichtsartikel
- George Mark Bergman: Ring Schemes: the Witt Scheme. In: David Mumford, Lectures on Curves on an Algebraic Surface. Princeton University Press, Princeton 1966, ISBN 0-691-07993-5.
- Nicolas Bourbaki: Éléments de mathématique. Algèbre commutative. Chapitres 8 et 9. Springer, Berlin 2006, ISBN 3-540-33942-6.
- Michiel Hazewinkel: Witt Vectors. Part 1. In: Michiel Hazewinkel (Hrsg.): Handbook of Algebra. Vol. 6. Elsevier, Amsterdam 2009, ISBN 978-0-444-53257-2, S. 319–472, arxiv:0804.3888.
- Jean-Pierre Serre: Local Fields. Springer, Berlin 1979, ISBN 3-540-90424-7.

### Weiterführende Themen
- Pierre Berthelot: Exposé V. Généralités sur les λ-anneaux. In: Pierre Berthelot, Alexandre Grothendieck, Luc Illusie (Hrsg.): Séminaire de Géométrie Algébrique du Bois Marie. 1966-67 − Théorie des intersections et théorème de Riemann-Roch (SGA 6) (= Lecture notes in mathematics). Band 225. Springer, Berlin 1971, ISBN 3-540-05647-5, S. 297–364.
- James Borger: The basic geometry of Witt vectors, I: The affine case. In: Algebra and Number Theory. Band 5, Nr. 2, 2011, S. 231–285, doi:10.2140/ant.2011.5.231, arxiv:0801.1691 (maths.anu.edu.au).
- James Borger, Ben Wieland: Plethystic Algebra. In: Advances in Mathematics. Band 194, Nr. 2, 2005, S. 246–283, arxiv:math.AC/0407227 (maths.anu.edu.au).
- Michel Demazure: Lectures on p-Divisible Groups (= Lecture notes in mathematics. Band 302). Springer-Verlag, Berlin 1972, ISBN 3-540-06092-8.
- Michel Demazure, Pierre Gabriel: Groupes algébriques. Tome 1. North-Holland, Amsterdam 1970, ISBN 0-7204-2034-2.
- Michiel Hazewinkel: Formal Groups and Applications. Academic Press, New York 1978, ISBN 0-12-335150-2.
- Luc Illusie: Complexe de De Rham-Witt et cohomologie cristalline. In: Annales scientifiques de l’École Normale Supérieure, Sér. 4. Band 12, Nr. 4, 1979, S. 501–661 (numdam.org).
- Jean-Pierre Serre: Algebraic Groups and Class Fields. Springer, Berlin 1988, ISBN 3-540-96648-X.